# Sumberjeruk
Sumberjeruk is een bestuurslaag in het regentschap Bondowoso van de provincie Oost-Java, Indonesië. Sumberjeruk telt 2096 inwoners (volkstelling 2010).